# 6628 Dondelia
6628 Dondelia eller 1981 WA1 är en asteroid i huvudbältet som upptäcktes den 24 november 1981 av den amerikanske astronomen Edward L.G. Bowell vid Anderson Mesa Station. Den är uppkallad efter Donald och Delia West, vänner till upptäckaren.
Asteroiden har en diameter på ungefär 8 kilometer och den tillhör asteroidgruppen Koronis.